# Desis japonica
Espèce
Desis japonica est une espèce d'araignées aranéomorphes de la famille des Desidae.

## Distribution
Cette espèce est endémique du Japon.

## Description

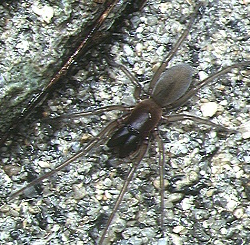
Desis japonica ♀

Le mâle holotype mesure 6,1 mm.

## Étymologie
Son nom d'espèce lui a été donné en référence au lieu de sa découverte, le Japon.

## Publication originale
- Yaginuma, 1956 : A new species of marine spider Desis from Japan. Publications of the Seto Marine Biological Laboratory, vol. 5, p. 363-366 (texte intégral).